# 프랑스령 기아나의 캉통
프랑스령 기아나에는 총 49개의 캉통이 속해 있었다. 2015년 프랑스령 기아나 지역의회와 국민의회가 폐지되고 프랑스령 기아나 의회로 개편되면서 이들 캉통은 모두 폐지, 역사 속으로 사라졌다.

## 카옌 아롱디스망(16개)
- 아프루아그카우 캉통
- 카옌 제1캉통 노르두에스트
- 카옌 제2캉통 노르데스트
- 카옌 제3캉통 쉬두에스트
- 카옌 제4캉통 상트르
- 카옌 제5캉통 쉬드
- 카옌 제6캉통 쉬데스트
- 이라쿠보 캉통
- 쿠루 캉통
- 마쿠리아 캉통
- 마투리 캉통
- 몽시네리톤그랑드 캉통
- 레미레몽졸리 캉통
- 루라 캉통
- 생조르주드루아포크 캉통
- 시나마리 캉통

## 생로랑뒤마로니 아롱디스망(3개)
- 마나 캉통
- 마리파술라 캉통
- 생로랑뒤마로니 캉통